# Disgaea 3: Absence of Justice
Disgaea 3: Absence of Justice (魔界戦記ディスガイア3?, Makai Senki Disugaia Surī) è il terzo videogioco appartenente alla serie Disgaea, ideata dalla Nippon Ichi, pubblicato il 31 gennaio 2008 in Giappone per la console PlayStation 3 e successivamente il 20 febbraio 2009 in Europa ed il 26 agosto dello stesso anno nel Nord America. Il 17 dicembre 2011 uscì in Giappone una riedizione migliorata per PlayStation Vita intitolata per l'occasione Disgaea 3: Absence of Detention (魔界戦記ディスガイア3?, Return Makai Senki Disugaia 3 Ritān, Disgaea 3 Return), la quale fu resa disponibile nel corso dell'aprile 2012 nel resto del mondo e che offriva capitoli e personaggi inediti.
A differenza dei precedenti due titoli, dispone di contenuti ricavabili attraverso il servizio online PlayStation Network.

## Trama
Il gioco ci mostra un collegio del Makai, conosciuto come Accademia del Male "Maritsu". In questa scuola demoniaca, uno studente esemplare è colui che arreca fastidio o, peggio ancora, si atteggia malavitosamente. Chi pratica maggiormente tali attività, è valutato come "Studente dell'Anno"; invece, studenti attenti in classe e studiosi, sono esonerati e vengono definiti "delinquenti".
Mao, figlio del direttore, non ha mai partecipato alle lezioni sin dal primo giorno. La sua ambizione è quella di surclassare il padre e raggiungere la gratifica di Overlord del Makai. Leggendo alcune tavole del suo manga, definisce il suo ruolo di tritura-demoni, necessario al diventare Overlord; per lui, diventare un eroe gli permetterebbe di ottenere il tanto desiderato clamore.
Raspbery, delinquente della scuola, scopre le ambizioni di Mao, prossimo a sgombrarla dalla sua attuale carica di "Delinquente nº 1"; decide, inesorabilmente, di contrastarlo. Essendo una "delinquente", cerca di discuterne con Mao ma, frattanto, un vero eroe, Almaz, da lontano scruta i due e, fraintendendo, interviene. Sconfitto da Mao, quest'ultimo si accerta ancor di più del suo futuro radioso e glorioso come araldo della pace e prosperità.
Mao si appropria del titolo di "Eroe", mentre Almaz diventa un demone. Mutando nell'aspetto, Almaz rimane al seguito di Mao, sperando di riappropriarsi della sua precedente posizione, dovesse Mao cedere alle fatidiche future sfide. Molti sono i tentativi di persuaderlo, ma tutti falliscono. Geoffry, maggiordomo di Mao, disdice l'intromissione di Almaz. Frattanto, molti avvenimenti trasformano la scuola; principale avvenimento è la comparsa di numerosi "delinquenti", propugnati dalla Classe Maggiore. Combattendoli, Mao scova come il suo servo stesse architettando questa magagna da tempo, oltre ad essere il supereroe del suo fumetto in incognito, lasciando a Mao l'arbitrio di potenziarsi per diventare Overlord e, dunque, essere sconfitto da lui stesso. Mao decide di erompere le sue ire verso gli umani ma, placato dalle parole deferenti dei suoi amici e compagni, segue il supereroe, sbigottito dalla resistenza al male di Mao.
Il supereroe considera Mao un fastidio, ed invia contro lui i suoi scagnozzi, facilmente sconfitti dal coraggio e dall'amore provato da Mao verso se ed i suoi compagni. L'Eroe, emozionato dalla forza erculea dei prossimi sfidanti, rivela loro il suo potere, accumulatosi grazie a tutti gli Overlord da lui sbaragliati. Dopo un estenuante battaglia, Mao e compagni gli prevalgono.
Mao viene eletto Overlord e dirigerà la Scuola Demoniaca a lungo.

## Accoglienza
La rivista Play Generation diede alla versione per PlayStation 3 un punteggio di 82/100, apprezzando il fatto che fosse strategicamente profondo, molto divertente e con una trama piena di colpi di scena e come contro la buona dose d'impegno per imparare le meccaniche ed un po' di monotonia a lungo andare, finendo per trovarlo un'ottima scelta per gli amanti degli strategici e dei GdR mentre per gli altri farebbero bene a provarlo prima di comprarlo.